# Deutscher Filmpreis/Beste Kamera
Der Deutsche Filmpreis in der Kategorie Beste Kamera/Bildgestaltung wurde erstmals 1954 vergeben. Bis 2004 gehörte der Preis zu der Kategorie Hervorragende Einzelleistung und wurde ohne Nominierung vergeben.

## Preisträger von 1954–2004
| Jahr | Preisträger           | Filmtitel                                                                             |
| ---- | --------------------- | ------------------------------------------------------------------------------------- |
| 1954 | Hans Schneeberger     | Eine Liebesgeschichte                                                                 |
| 1955 | Göran Strindberg      | Herr über Leben und Tod Die Ratten                                                    |
| 1956 | Friedl Behn-Grund     | Ein Mädchen aus Flandern                                                              |
| 1957 | Andor von Barsy       | Jonas                                                                                 |
| 1958 | Georg Krause          | Nachts, wenn der Teufel kam                                                           |
| 1959 | Gerd von Bonin        | Warum sind sie gegen uns?                                                             |
| 1960 | Klaus von Rautenfeld  | Labyrinth der Leidenschaften                                                          |
| 1961 | Günther Anders        | Das Glas Wasser                                                                       |
| 1962 | Wolf Wirth            | Das Brot der frühen Jahre                                                             |
| 1963 | Hans Jura             | Die endlose Nacht                                                                     |
| 1964 | Hans Jura Wolf Wirth  | Kennwort: Reiher                                                                      |
| 1965 | Heinz Hölscher        | Onkel Toms Hütte                                                                      |
| 1966 | Gérard Vandenberg     | Es                                                                                    |
| 1967 | Franz Rath            | Mord und Totschlag                                                                    |
| 1968 | Wolfgang Treu         | Das Schloß                                                                            |
| 1969 | Petrus Schloemp       | Scarabea – Wieviel Erde braucht der Mensch                                            |
| 1970 | Dietrich Lohmann      | Ein großer graublauer Vogel Götter der Pest Katzelmacher Liebe ist kälter als der Tod |
| 1970 | Willy Pankau          | Malatesta                                                                             |
| 1971 | Gérard Vandenberg     | Lenz                                                                                  |
| 1971 | Christian Blackwood   | San Domingo                                                                           |
| 1972 | Igor Luther           | Eins                                                                                  |
| 1972 | Jerzy Lipman          | Das falsche Gewicht                                                                   |
| 1973 | Michael Ballhaus      | Die bitteren Tränen der Petra von Kant                                                |
| 1973 | Thomas Mauch          | Aguirre, der Zorn Gottes                                                              |
| 1974 | Charly Steinberger    | Einer von uns beiden Gott schützt die Liebenden                                       |
| 1975 | Robby Müller          | Falsche Bewegung                                                                      |
| 1976 | Jost Vacano           | Vaterland, magst ruhig sein Die verlorene Ehre der Katharina Blum                     |
| 1977 | Igor Luther           | Die Eroberung der Zitadelle Der Fangschuß                                             |
| 1977 | Jörg Schmidt-Reitwein | Herz aus Glas                                                                         |
| 1978 | Michael Ballhaus      | Despair – Eine Reise ins Licht                                                        |
| 1978 | Ernst Wild            | Rheingold                                                                             |
| 1979 | Frank Brühne          | Messer im Kopf                                                                        |
| 1979 | Thomas Mauch          | Neapolitanische Geschwister                                                           |
| 1980 | Jürgen Jürges         | Die Kinder aus Nr. 67 Die letzten Jahre der Kindheit                                  |
| 1981 | David Slama           | Jede Menge Kohle                                                                      |
| 1982 | Wolfgang Dickmann     | Der Westen leuchtet!                                                                  |
| 1983 | Robby Müller          | Klassenfeind                                                                          |
| 1983 | Martin Schäfer        | Dies rigorose Leben Der Stand der Dinge                                               |
| 1984 | Jörg Schmidt-Reitwein | Wo die grünen Ameisen träumen                                                         |
| 1985 | Jacques Steyn         | Abwärts                                                                               |
| 1986 | Wolfgang Simon        | Heidenlöcher                                                                          |
| 1987 | Gérard Vandenberg     | Caspar David Friedrich – Grenzen der Zeit                                             |
| 1988 | Henri Alekan          | Der Himmel über Berlin                                                                |
| 1989 | Thomas Mauch          | Wallers letzter Gang                                                                  |
| 1990 | Axel Block            | American Beauty Ltd.                                                                  |
| 1991 | Robby Müller          | Korczak                                                                               |
| 1992 | Gernot Roll           | Wildfeuer                                                                             |
| 1993 | Gernot Roll           | Kleine Haie Krücke Meine Tochter gehört mir                                           |
| 1994 | Roland Dressel        | Abschied von Agnes                                                                    |
| 1994 | Jürgen Jürges         | In weiter Ferne, so nah!                                                              |
| 1995 | Jolanta Dylewska      | Maries Lied                                                                           |
| 1996 | Thomas Plenert        | Kalte Heimat                                                                          |
| 1997 | Martin Langer         | 14 Tage lebenslänglich                                                                |
| 1998 | Frank Griebe          | Winterschläfer Zugvögel … Einmal nach Inari                                           |
| 1999 | Frank Griebe          | Lola rennt                                                                            |
| 2000 | Jürgen Jürges         | Wege in die Nacht                                                                     |
| 2001 | Gero Steffen          | Frau2 sucht HappyEnd                                                                  |
| 2002 | Gernot Roll           | Nirgendwo in Afrika                                                                   |
| 2003 | Thomas Riedelsheimer  | Rivers and Tides                                                                      |
| 2004 | Rainer Klausmann      | Gegen die Wand                                                                        |

## Preisträger und Nominierte ab 2005

### 2000er-Jahre
2005
Hans-Günther Bücking – Schneeland
- Martin Langer – Sophie Scholl – Die letzten Tage
- Franz Lustig – Land of Plenty

2006
Hagen Bogdanski – Das Leben der Anderen
- Michael Hammon – Willenbrock
- Jürgen Jürges – Schatten der Zeit

2007
Frank Griebe – Das Parfum – Die Geschichte eines Mörders
- Judith Kaufmann – Vier Minuten
- Benedict Neuenfels – Die Fälscher

2008
Benedict Neuenfels – Liebesleben
- Hans Fromm – Yella
- Daniel Gottschalk – Trade – Willkommen in Amerika

2009
Kolja Brandt – Nordwand
- Jürgen Jürges – John Rabe
- Wedigo von Schultzendorff – Lulu & Jimi

### 2010er-Jahre
2010
Christian Berger – Das weiße Band – Eine deutsche Kindergeschichte
- Hagen Bogdanski – Hilde
- Jana Marsik – Lippels Traum
- Reinhold Vorschneider – Der Räuber

2011
Daniela Knapp – Poll
- Matthias Fleischer – Das Lied in mir
- Martin Langer – Der ganz große Traum

2012
Anna J. Foerster – Anonymus
- Hans Fromm – Barbara
- Daniel Gottschalk – Die vierte Macht
- Peter Przybylski – Fenster zum Sommer

2013
John Toll und Frank Griebe – Cloud Atlas
- Adam Arkapaw – Lore
- Jakub Bejnarowicz – Gnade

2014
Thomas Kiennast – Das finstere Tal
- Michael Bertl – Mr. Morgans letzte Liebe
- Hagen Bogdanski – Der Medicus
- Daniel Gottschalk – Lauf Junge lauf
- Gernot Roll – Die andere Heimat – Chronik einer Sehnsucht

2015
Sturla Brandth Grøvlen – Victoria
Yoshi Heimrath – Wir sind jung. Wir sind stark.
Judith Kaufmann – Elser – Er hätte die Welt verändert
Nikolaus Summerer – Who Am I – Kein System ist sicher

2016
Markus Nestroy – Above and Below
- Peter Matjasko – Herbert
- Jürgen Jürges – Ich und Kaminski

2017
Reinhold Vorschneider – Wild
- Rainer Klausmann – Tschick
- Frank Lamm – Paula
- Sonja Rom – Die Blumen von gestern

2018
Thomas W. Kiennast – 3 Tage in Quiberon
- Jens Harant – Das schweigende Klassenzimmer
- Rainer Klausmann – Aus dem Nichts
- Christoph Krauss – Manifesto
- Peter Matjasko – In den Gängen

2019
Benedict Neuenfels – Styx
- Andreas Höfer – Gundermann
- Judith Kaufmann – Der Junge muss an die frische Luft
- Judith Kaufmann – Nur eine Frau
- Felix Leiberg – Vom Lokführer, der die Liebe suchte...

### 2020er-Jahre
2020
Yoshi Heimrath – Berlin Alexanderplatz
- Frank Lamm – Deutschstunde
- Jieun Yi – O Beautiful Night

2021
Hanno Lentz – Fabian oder Der Gang vor die Hunde
- Frank Griebe – Home
- Michael Kotschi – One of these Days

2022
Johann Feindt – Lieber Thomas
- Crystel Fournier – Große Freiheit
- Claire Mathon – Spencer

2023
James Friend – Im Westen nichts Neues
- Judith Kaufmann – Das Lehrerzimmer
- Thomas W. Kiennast – Sisi & Ich

2024
Roland Stuprich – Die Theorie von Allem
- Yoshi Heimrath und Paul Sprinz – Der Fuchs
- Lotta Kilian – Luise

2025
Markus Förderer – September 5
- nominiert:
  - Philipp Sichler – Cranko
  - Lisa Jilg – Vena